# Zastava Nebraske
Zastava Nebraske je službena zastava američke savezne države Nebraska. Zastavu je dizajnirao James Lloyd McMaster, predstavljena je 1925. dok je službeno prihvaćena 1963. godine. Time je Nebraska postala jedna od posljednjih saveznih država koja je prihvatila svoju službenu zastavu. Dizajn zastave je prilično jednostavan jer u sredini tamno plave zastave dominira grb Nebraske u zlatnoj boji. Na grbu se nalazi slika kovača a u pozadini planinski krajolik kojim vozi parna lokomotiva i rijeka Missouri. Time se želi simbolizirati industrijski i poljoprivredni sektor države. Iznad grba je natpis Equality Before the Law (hrv. Jednakost pred zakonom) a ispod datum 1. ožujka 1867. kada je usvojen državni grb.
Prema istraživanju koje je provelo Sjevernoameričko veksikološko društvo, zastava Nebraske smatra se drugom najgorom zastavom u konkurenciji svih zastava američkih saveznih država i teritorija te kanadskih provincija (njih 72). Najgore dizajniranom zastavom proglašena je zastava savezne države Georgije.
2002. godine su parlament Nebraske te komitet vojske i vojnih veterana raspravljali o uvođenju komisije koja bi predložila novu državnu zastavu koja bi u konačnici zamijenila postojeću. Ipak, nije došlo do promjene službene zastave.

## Vanjske poveznice
- Povijest zastave Nebraske  Arhivirana inačica izvorne stranice od 8. kolovoza 2007. (Wayback Machine)